# Platypalpus interstinctus
Platypalpus interstinctus är en tvåvingeart som först beskrevs av Collin 1926.  Platypalpus interstinctus ingår i släktet Platypalpus och familjen puckeldansflugor. Arten är reproducerande i Sverige. Inga underarter finns listade i Catalogue of Life.